# Idaea oloraria
Idaea oloraria là một loài bướm đêm trong họ Geometridae.